# 埃斯宾
埃斯宾（瑞典語：Edsbyn）是瑞典耶夫勒堡省奥瓦诺克尔市镇内的城镇，2010年人口3,985。
埃斯宾最著名的是滑雪用品制造业和Edsbyns IF运动俱乐部。

## 气候
属于亚寒带气候，冬季漫长且寒冷，夏季温暖短暂。一月平均最高气温-10 °C，最低气温-19 °C。

## 运动
有以下运动俱乐部：
- Edsbyns IF
- Edsbyns IF FF -足球[2]